# Adriana Behar
Adriana Brandão Behar (* 14. Februar 1969 in Rio de Janeiro) ist eine ehemalige brasilianische Beachvolleyballspielerin, zweifache Weltmeisterin und zweifache Silbermedaillengewinnerin bei Olympischen Spielen.

## Karriere
Als Hallenvolleyballerin begann Adriana Behar ihre Karriere bei Flamengo. Sie spielte eine Saison in Portugal und zwei Jahre in Italien, bevor sie ihre Beachvolleyballkarriere startete. Der Gewinn einer Bronzemedaille bei der FIVB-Tour war der größte Erfolg der 1993 beginnenden dreijährigen Zusammenarbeit von Magda Lima und Adriana Behar, die Ende 1995 ihr erstes Turnier mit Shelda Bede bestritt. Seitdem gewannen die beiden Brasilianerinnen 31 FIVB Turniere, davon zweimal die Weltmeisterschaften in den Jahren 1999 und 2001. 1999 wurden die beiden Südamerikanerinnen außerdem Sieger bei den Panamerikanischen Spielen. Bei den Olympischen Spielen 2000 und 2004 erreichten Adriana/Shelda das Finale, unterlagen aber beide Male. Sechs Mal wurden sie Tour Champion der FIVB, davon fünf Mal ununterbrochen in den Jahren 1997 bis 2001. Ein Vizeweltmeistertitel 2003 und eine Bronzemedaille bei der WM 1997 vervollständigen die Erfolgsbilanz der beiden Brasilianerinnen. Beim letzten internationalen Turnier von Adriana Behar in ihrem Heimatland im Geburtsort ihrer Partnerin im September 2007 kamen die beiden noch einmal ins Halbfinale.
Behar wurde 2006 in die International Jewish Sports Hall of Fame und 2010 in die Volleyball Hall of Fame aufgenommen.